# Villalba de Calatrava
Villalba de Calatrava es una pedanía de España en la provincia de Ciudad Real, dentro de la Comunidad Autónoma de Castilla-La Mancha.

## Historia
La población fue fundada como poblado del Instituto Nacional de Colonización en 1955, pertenece a Viso del Marqués. Su construcción estuvo bajo dirección del arquitecto José Luis Fernández del Amo.

## Demografía
Villalba de Calatrava contaba a 1 de enero de 2020 con una población de 23 habitantes, 14 hombres y 9 mujeres.
| Gráfica de evolución demográfica de Villalba de Calatrava entre 2000 y 2020                      |
|                                                                                                  |
| Población de derecho (2000-2020) según los censos de población del INE a 1 de enero de cada año. |